# Callionymus hildae
Callionymus hildae är en fiskart som beskrevs av Fricke, 1981. Callionymus hildae ingår i släktet Callionymus och familjen sjökocksfiskar. Inga underarter finns listade.